# Хуго I фон Геролдсек
Хуго I фон Геролдсек (на немски: Hugo I von Geroldseck, Ritter; * пр. 1311; † сл. 1364) е рицар, господар на Геролдсек в Ортенау.
Той е син на Буркард VI фон Геролдсек († сл. 1322) и съпругата му Сузана фон Финстинген († сл. 1293/сл. 1299), дъщеря на Бруно фон Финстинген († 1270). Сестра му Сузана фон Геролдсек (* пр. 1293; † 1308) е омъжена на 17 март 1291 г. за Хайнрих III фон Раполтщайн († 1312/1313).

## Фамилия
Хуго I фон Геролдсек се жени пр. 9 октомври 1320 г. за Сузана фон Геролдсек († сл. 1350), дъщеря на Валтер IV фон Геролдсек († 1355), и Елизабет фон Лихтенберг († сл. 1314), дъщеря на Йохан I фон Лихтенберг († 1315) и Аделхайд фон Верденберг († 1343). Те имат пет деца:
- Йохан фон Геролдсек, де Щайнзел († 11 юни 1364)
- Кунигунда фон Геролдсек († сл. 1357), омъжена за Еберлин V фон Андлау, син на Рудолф III фон Андлау
- Валтер фон Геролдсек († сл. 1343)
- Рупрехт фон Геролдсек († сл. 1362)
- Сузанна фон Геролдсек († сл. 1381)